# فرانس فرفل
فرانتس فرفل (Franz Werfel) أو فرانتس فيكتور فرفل (10 سبتمبر 1890 في براغ - 26 أغسطس 1945 في بيفرلي هيلز، كاليفورنيا) كان كاتب نمساوي. يعد أحد أدباء الحركة التعبيرية. كانت كتبه هي الأكثر مبيعا في العشرينات والثلاثينات من القرن الماضي.

## حياته
ولد فرانتس فرفل في براغ سنة 1890، ويعود أصله إلى إحدى عائلات التجار اليهودية أنهى دراسته للتجارة في هامبورغ وأصبح مسئولا عن النشر في دار كورت فولف للنشر في لايبزغ وفي الفترة من سنة 1915 إلى سنة 1917 شارك في الحرب العالمية الأولى، ثم عاش بعد ذلك كاتبا حرا في فيينا وفي سنة 1938 هاجر إلى فرنسا، وفي عام 1940 هرب من باريس عبر جبال البرانس إلى البرتغال، ومن هناك هاجر إلى أميركا حيث مات في كاليفورنيا في سنة 1945

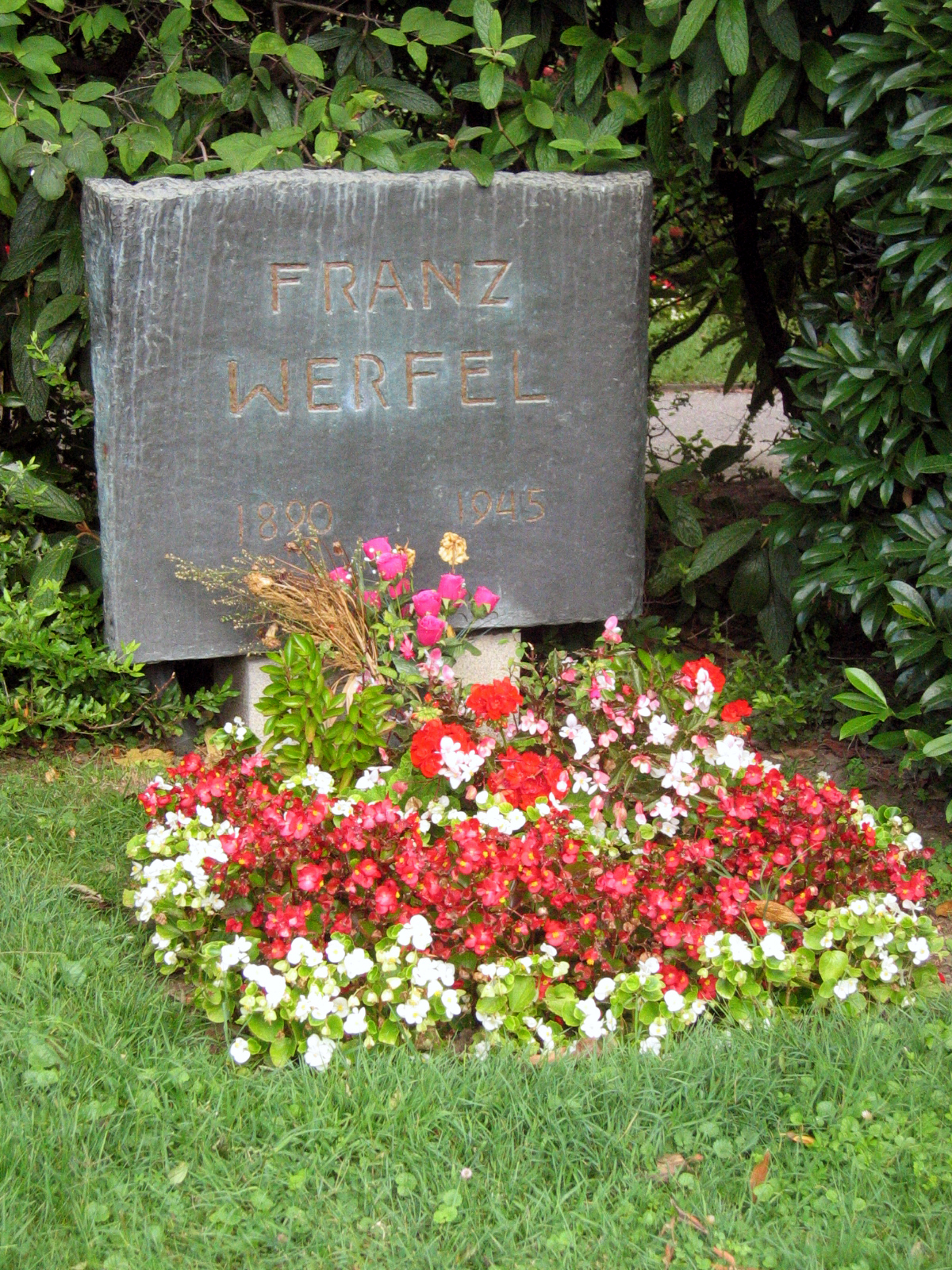
قبر فرانتس فرفل

## أدبه
تقع أعمال فرانتس فرفل في عصر التعبيرية الذي تميز بالثورة على زيف العالم، والدعوة إلى الحب والأخوة بين بنى البشر، والابتعاد عن الكراهية والعنف وقد عبرت أعمال فرفل عن هذه الموضوعات سواء في شعره أو رواياته وفي ديوانه «صديق العالم» 1911 يدعو فرفل بأبيات حماسية إلى الأخوة العالمية، ويهتم بتصوير موضوع الحب الذي يجمع بين كل الناس وكل شيء:
«رغبتى الوحيدة هي أن أكون فريبا منك أيها الإنسان...سواء كنت زنجيا..أو بهلوانا... أو حتى كنت لا تزال في رعاية أمك»

## أعماله
1. صديق العالم (قصائد 1911)
2. نحن موجودون (قصائد 1913)
3. الجانى ليس القاتل وإنما المقتول (أقصوصة 1920)
4. إنسان المرآة (مسرحية)
5. يوم الخريخين..قصة خطيئة (رواية 1928)
6. نجمة غير المولودين بعد (رواية رحلة 1946)

## روابط خارجية
- فرانس فرفل على موقع IMDb (الإنجليزية)
- فرانس فرفل على موقع الموسوعة البريطانية (الإنجليزية)
- فرانس فرفل على موقع مونزينجر (الألمانية)
- فرانس فرفل على موقع ألو سيني (الفرنسية)
- فرانس فرفل على موقع ميوزك برينز (الإنجليزية)
- فرانس فرفل على موقع أول موفي (الإنجليزية)
- فرانس فرفل على موقع قاعدة بيانات برودواي على الإنترنت (الإنجليزية)
- فرانس فرفل على موقع قاعدة بيانات الأفلام السويدية (السويدية)
- فرانس فرفل على موقع ديسكوغز (الإنجليزية)
- فرانس فرفل على موقع قاعدة بيانات الفيلم (الإنجليزية)